# NGC 2613

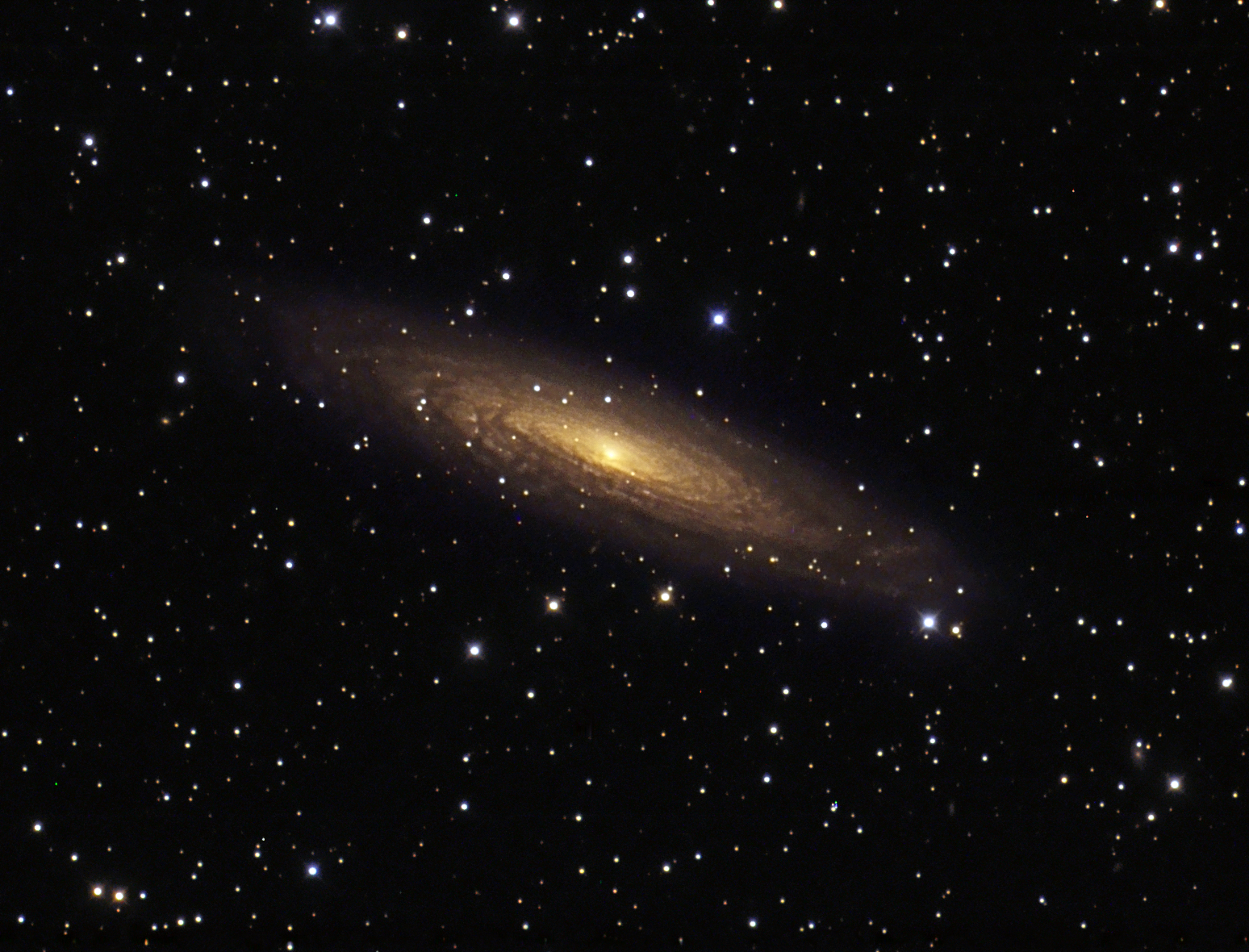
NGC 2613 par l'observatoire de La Silla de l'ESO.

NGC 2613  est une vaste galaxie spirale située dans la constellation de la Boussole. NGC 2613 a été découverte par l'astronome germano-britannique William Herschel en 1784.

## Caractéristiques
La classe de luminosité de NGC 2613 est II et elle présente une large raie HI. Elle renferme également des régions d'hydrogène ionisé.

### Distance
Sa vitesse par rapport au fond diffus cosmologique est de 1 955 ± 20 km/s, ce qui correspond à une distance de Hubble de 28,8 ± 2,0 Mpc (∼93,9 millions d'al).
À ce jour, 25 mesures non basées sur le décalage vers le rouge (redshift) donnent une distance de 21,848 ± 6,760 Mpc (∼71,3 millions d'al), ce qui est à l'intérieur des valeurs de la distance de Hubble. Notons cependant que c'est avec la valeur moyenne des mesures indépendantes, lorsqu'elles existent, que la base de données NASA/IPAC calcule le diamètre d'une galaxie et qu'en conséquence le diamètre de NGC 2613 pourrait être d'environ 78,6 kpc (∼256 000 al) si on utilisait la distance de Hubble pour le calculer. 

### Luminosité dans l'infrarouge
La luminosité de la galaxie NGC 2613 dans l'infrarouge lointain (de 40 à 400 µm)  est égale à 1,23 × 1010 {\displaystyle L_{\odot }} (1010,09{\displaystyle L_{\odot }}) et sa luminosité totale dans l'infrarouge (de 8 à 1 000 µm) est de 1,51 × 1010 {\displaystyle L_{\odot }} (1010,18{\displaystyle L_{\odot }}).